# Автоматичне залежне спостереження - мовлення (ADS–B)

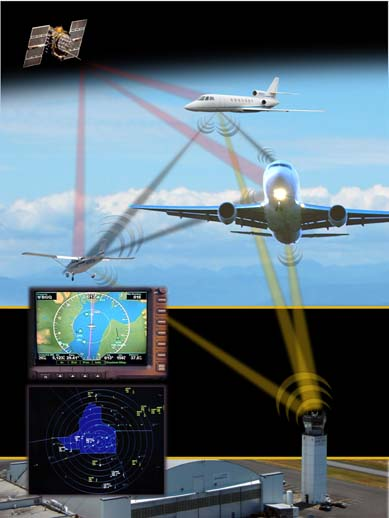
Концепція системи ADS-B: радіозв'язок між літаком, наземною станцією та супутником

Автоматичне залежне спостереження — мовлення (Automatic Dependent Surveillance–Broadcast, ADS-B)) — це технологія спостереження в авіації та форма електронної видимості повітряного судна, за якою літак визначає своє місцезнаходження через супутникову систему навігації або інші сенсори й періодично передає своє положення та інші дані бортовим відповідачем, що дозволяє його відстежувати. Цю інформацію можуть отримувати як наземні станції, в тому числі і органи УПР, так і інші ПС. Інформація приймається наземними станціями або супутниками, замінюючи вторинну радіолокацію (SSR). На відміну від SSR, ADS-B не потребує запиту із землі чи від іншого літака для активації передавання даних. Також ADS-B дозволяє передачу даних безпосередньо між літаками, оснащеними відповідними приймачами, забезпечуючи підвищену ситуаційну обізнаність.
ADS-B є «автоматичним», оскільки не потребує втручання пілота чи зовнішнього джерела для ініціації передавання, і «залежним», оскільки покладається на дані навігаційної системи повітряного судна для формування переданих повідомлень.
ADS-B є ключовою частиною схвалених ІКАО технологій авіаційного спостереження та поступово впроваджується у повітряних просторах країн світу. Наприклад, система є елементом NextGen у США, SESAR у Європі та Aviation System Block Upgrade в Індії.
В Австралії обладнання ADS-B є обов'язковим для літаків, що здійснюють польоти за правилами польотів за приладами (IFR); у США — для багатьох типів літаків з січня 2020 року; в Європі часткові вимоги почали діяти з 2017 року.

## Опис
ADS-B є системою спостереження за повітряним простором, яка потенційно може замінити вторинну радіолокацію як основний метод контролю за літаками у всьому світі. У США ADS-B є невід'ємною частиною національної стратегії NextGen щодо модернізації та покращення інфраструктури та операцій авіації.
ADS-B підвищує безпеку, забезпечуючи видимість літака в реальному часі як для авіадиспетчерів, так і для інших літаків, оснащених системою ADS-B In, із передачею даних про положення та швидкість щосекунди. Інші сфери застосування даних ADS-B включають: післяпольотний аналіз, недороге відстеження польотів, планування та диспетчеризацію.
У США система ADS-B також забезпечує безкоштовне надання інформації про повітряний рух і метеорологічну обстановку через сервіси FIS-B(Польотно-інформаційного сервісу) та TIS-B (Інформація про інший рух).
ADS-B складається з двох основних функцій — ADS-B Out і ADS-B In:
- ADS-B Out — це періодична передача літаком інформації про себе, такої як ідентифікація, поточне місцезнаходження, висота та швидкість. ADS-B Out забезпечує авіадиспетчерів реальними даними про положення літаків, які зазвичай точніші, ніж дані, отримані за допомогою традиційної радіолокації. Завдяки точнішій інформації диспетчери можуть ефективніше управляти та розділяти літаки.[6]

- ADS-B In — це прийом і обробка переданої інформації ADS-B іншими літаками. У США ADS-B In також може включати отримання додаткової інформації від наземних станцій, такої як дані FIS-B і TIS-B.[6] Ці наземні трансляції зазвичай доступні тільки тоді, коли поруч є літак із активним ADS-B Out.[7]

Для роботи ADS-B Out необхідні два бортових авіоніки:
- Супутниковий навігаційний пристрій високої надійності (наприклад, GPS або інший сертифікований GNSS приймач),

- Радіопередавач даних ADS-B.

Існує кілька типів сертифікованих лінків передачі даних ADS-B, найпоширеніші працюють на частотах 1090 МГц (модифікований Mode S транспондер) або 978 МГц.
FAA рекомендує літакам, що літають нижче 18 000 футів (5 500 м) (5486 м), використовувати частоту 978 МГц для розвантаження 1090 МГц каналу.

## Переваги
ADS-B надає безліч переваг як для пілотів, так і для авіадиспетчерів, покращуючи безпеку та ефективність польотів.
За допомогою системи ADS-B In пілот може бачити інформацію про інші літаки навколо, якщо ті обладнані ADS-B Out. Ця інформація включає висоту, курс, швидкість і відстань до інших літаків.
Крім того, у США сервіс TIS-B може надавати дані про літаки, які не мають ADS-B Out, якщо є відповідне наземне обладнання і радарне покриття. ADS-R ретранслює повідомлення між літаками на різних частотах UAT і 1090 МГц.
Літаки, оснащені ADS-B In через універсальний транспондер доступу (UAT), можуть також отримувати метеорологічну інформацію, таку як погодні зведення та радарні зображення через сервіс FIS-B, а також отримувати повідомлення про обмеження польотів (TFR) та NOTAM.
Наземні станції ADS-B набагато дешевші в установці та експлуатації у порівнянні з традиційними первинними та вторинними радіолокаційними системами.
На відміну від комерційних погодних сервісів у повітрі, в США використання ADS-B та його додаткових сервісів не потребує абонплати: власник літака сплачує тільки за обладнання та його встановлення, а Федеральне управління цивільної авіації США (FAA) забезпечує безкоштовне адміністрування і трансляцію даних.

### Безпека

#### Ситуаційна обізнаність
ADS-B суттєво підвищує безпеку польотів для авіаційної спільноти завдяки покращенню ситуаційної обізнаності. Пілоти, що мають ADS-B In у кабіні, бачать на своїх дисплеях положення інших літаків у повітряному просторі та мають доступ до детальної метеорологічної інформації в реальному часі. Також пілоти отримують оперативні повідомлення — наприклад, про тимчасові обмеження польотів чи закриття злітно-посадкових смуг.

#### Покращена видимість
Навіть літаки, обладнані лише ADS-B Out, отримують переваги завдяки тому, що диспетчери можуть точніше й надійніше відстежувати їхнє положення. Завдяки ADS-B і пілоти, і диспетчери бачать однакову картину повітряного простору. Літаки з ADS-B Out легше виявити та обійти іншим літакам, обладнаним ADS-B In. У минулому системи, як-от TCAS (система попередження зіткнень у повітрі), дозволяли виявляти тільки інші літаки, що також мали TCAS. ADS-B же дозволяє бачити всі літаки з ADS-B Out поблизу.
Крім того:
- ADS-B забезпечує покриття в прикордонних зонах дії радарів (де раніше можливості були обмежені).
- Точність даних залишається стабільною незалежно від відстані.
- Передача позиційної інформації оновлюється кожну секунду (на обох частотах — 1090ES та 978 МГц UAT).
- Порівняно з традиційним радаром, який має обмеження за дальністю та потребує кілька секунд між обертаннями антени для визначення швидкості цілі, ADS-B надає безперервну точну інформацію.
- ADS-B сприяє безпеці, забезпечуючи:[11]
- Радароподібне розділення повітряних суден за правилами ППП у районах без радарного покриття.
- Покращене стеження за польотами за правилами ВПП.
- Покращення заходу на посадку та моніторингу зайнятості злітно-посадкової смуги для зменшення кількості інцидентів на землі.
- Більш точне реагування на пошуково-рятувальні операції.
- Допомогу пілотам у спостереженні за іншими повітряними суднами та уникненні зіткнень.
- Візуальне розділення в умовах ВПП та МВПП (маргінальні умови).
- Реальне відображення погоди в кабіні.
- Реальне відображення повітряного простору в кабіні.

### Ефективність

#### Зменшення впливу на довкілля
Технологія ADS-B забезпечує більш точну інформацію про положення літака. Це дозволяє диспетчерам авіаруху направляти літаки до та з завантажених повітряних просторів із меншими стандартами розділення, ніж це було можливо раніше
Зменшуються:
- час очікування дозволів,
- необхідність векторування для розведення бортів,
- кількість тримань (holding patterns).

Результат:
- зменшення викидів шкідливих речовин,
- зниження витрат палива,
- покращення екологічної ситуації.[13]

#### Збільшення пропускної здатності повітряного руху
ADS-B дозволяє:
- Краще керувати потоками повітряного руху[11]
- Виконувати об'єднання та розведення потоків літаків.
- Забезпечувати самостійне розведення між повітряними суднами.
- Полегшувати візуальні заходи на посадку.
- Зменшувати інтервали між паралельними підходами.
- Скорочувати інтервали між літальними апаратами на остаточному етапі заходу.
- Підвищувати ефективність операцій у висотних ешелонах.
- Оптимізувати посадкові та злітні траєкторії без необхідності багатоступеневих знижень чи затримок.
- Підвищувати ефективність наземних операцій в умовах поганої видимості.
- Підвищувати пропускну здатність повітряного простору майже до рівня візуальних метеоумов у будь-яку погоду.

Також ADS-B дозволяє здійснювати операції на основі траєкторії польоту (trajectory-based operations):
- Безперервні, плавні підйоми та зниження без переривань.

- Менші затримки та витрати часу на маршрутні польоти.

- Підвищення ефективності за рахунок економії палива та зменшення викидів вуглецю.

### Інші застосування
Технологія ADS-B підтримує низку застосувань як у повітрі, так і на землі.

#### Відображення трафіку в кабіні пілотів (CDTI)
Індикатор трафіку у кабіні (Cockpit Display of Traffic Information, CDTI) — це універсальний дисплей, який надає екіпажу дані про інші повітряні судна, включно з їхньою позицією.
Інформація для CDTI може надходити з різних джерел, зокрема:
- ADS-B,
- TCAS (система попередження про зіткнення),
- TIS-B (передача інформації про трафік із землі).[джерело?]

Окрім даних про трафік, дисплей CDTI також може показувати:
- Поточні погодні умови,
- Рельєф місцевості,
- Структуру повітряного простору,
- Перешкоди,
- Детальні карти аеропортів,
- Іншу інформацію, релевантну до певної фази польоту.[14]

#### Уникнення зіткнень у повітрі
ADS-B розглядається як потужне доповнення для вдосконалення існуючих систем попередження про зіткнення у повітрі (ACAS). У перспективі функції ACAS можуть повністю базуватися на даних ADS-B без необхідності активного опитування транспондерів інших літаків.

#### Інші застосування ADS-B включають
- Автоматизація управління освітленням аеродромів.
- Допомога у роботі наземного транспорту аеропортів (наприклад, пожежно-рятувальних машин).
- Збір даних про точність утримання висоти.
- Контроль за польотами в авіації загального призначення.[14]
- Управління конфліктами у повітрі.
- Моніторинг відповідності повітряних суден до стандартів управління повітряним рухом (ATS).
- Спотинг літаків (особистий моніторинг через ADS-B-приймачі, створення віртуального радара).
- Публічні онлайн-платформи для відстеження польотів (на основі краудсорсингу).

## Ризики безпеки
Літаки з лише транспондерами або без транспондерів взагалі не будуть відображатися в ADS-B системі.
Пілоти, які стануть надто залежними або самовпевненими щодо системи ADS-B, можуть створити загрозу безпеці як для себе, так і для інших літаків без ADS-B. Це особливо актуально для планерів без транспондерів.
Планери часто використовують власну систему уникнення зіткнень — FLARM, яка не сумісна з ADS-B. Тому літак з ADS-B без FLARM є потенційною загрозою для планерів із FLARM, і навпаки. Деякі літаки, наприклад буксири планерів, встановлюють обидві системи — і FLARM, і ADS-B.
У 2012 році дослідник безпеки заявив, що ADS-B взагалі не має захисту від втручань через спуфінг — тобто підроблених повідомлень ADS-B, оскільки дані не зашифровані та не автентифіковані. FAA відповіла, що знає про ризики, але не може розкрити методи їхнього пом'якшення, оскільки це засекречена інформація.
Одним із варіантів захисту є використання багатолатерації (multilateration), яка дозволяє перевіряти, чи дійсно сигнал ADS-B походить з того місця, яке вказане у повідомленні.
Для цього використовується вимірювання часу надходження сигналу на різні приймачі для обчислення відстані.
Через відсутність автентифікації всі отримані дані потрібно перевіряти через первинні радари.
Оскільки дані ADS-B передаються у відкритому вигляді, їх може прочитати будь-хто.

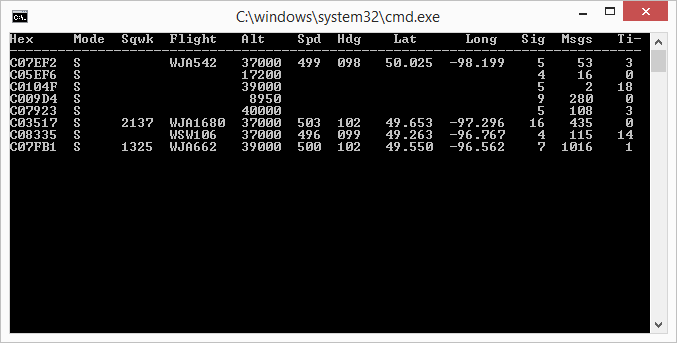
Приклад прийому ADS-B сигналів за допомогою простого SDR-пристрою (Software Defined Radio). Дані не шифруються. Звичайне недороге обладнання може відобразити швидкість, курс, висоту, позивний та ідентифікатор літака.

## Теорія роботи

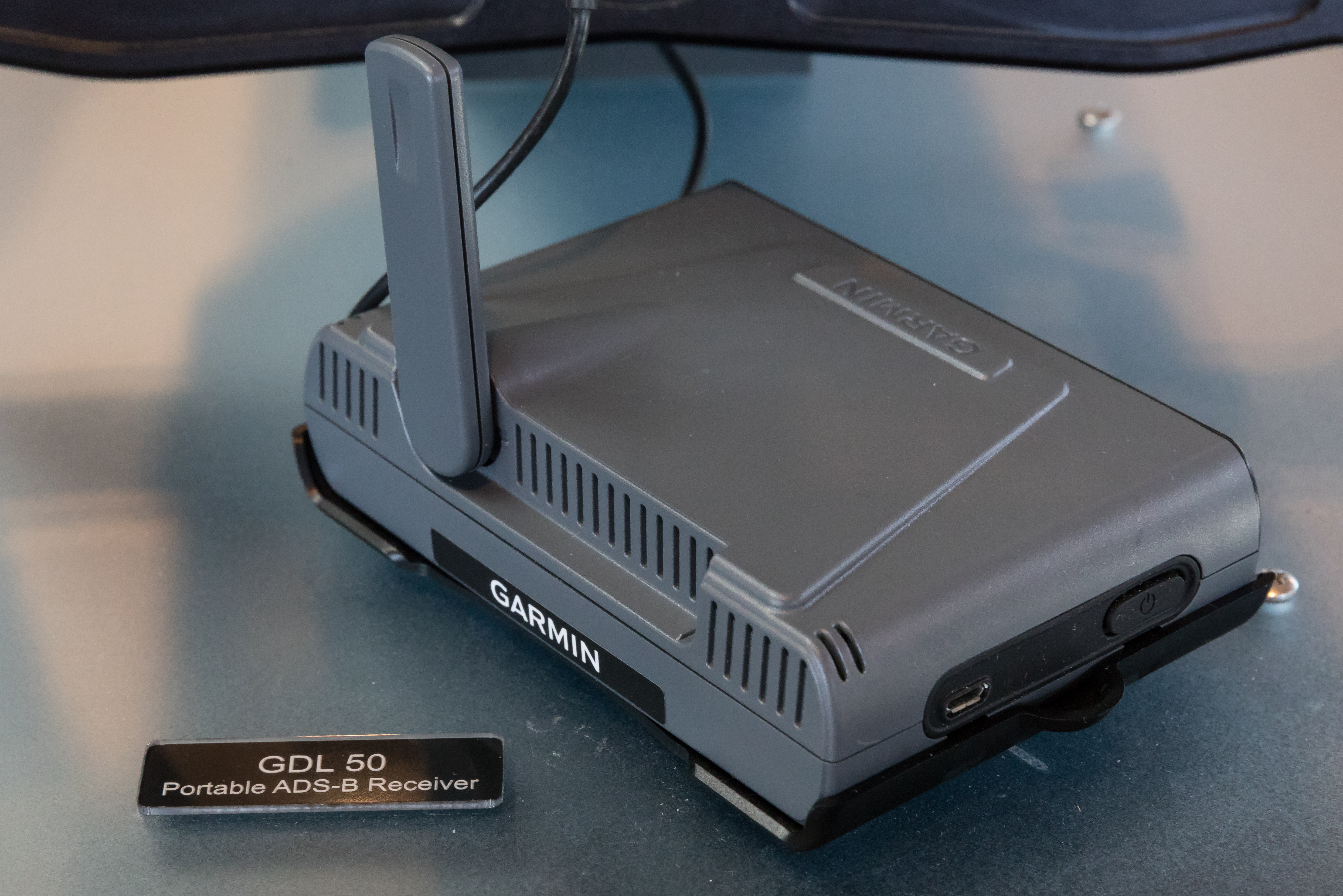
Портативний приймач ADS-B

Система ADS-B має три основні компоненти:
- Наземна інфраструктура,
- Бортові компоненти,
- Операційні процедури.[18]

Джерела навігаційних даних та користувацькі застосування не вважаються частиною самої системи ADS-B.

### Фізичний рівень
Для передачі позиційних повідомлень ADS-B використовуються два основні варіанти каналів:
- Universal Access Transceiver (UAT),
- 1090 МГц Extended Squitter (1090 ES).[19][20]

#### Universal Access Transceiver (UAT)
UAT — це канал передачі даних, розроблений переважно для авіації загального призначення у США. Він дозволений для використання на всіх ешелонах польоту, окрім класу А (вище 18 000 футів над рівнем моря).
UAT підтримує не лише передачу ADS-B даних, а й Flight Information Services-Broadcast (FIS-B) — інформацію про погоду, та Traffic Information Services-Broadcast (TIS-B) — інформацію про трафік.
Переваги UAT:
- Пілоти з ADS-B In можуть бачити інші літаки з ADS-B Out.
- Можуть отримувати метеорологічні зведення, повідомлення про небезпечні погодні умови, NOTAM-и, сигнали про закриття зон, тощо.
- Безкоштовний доступ до інформаційних послуг FIS-B на території США.
- Двостороння передача даних: літаки можуть як передавати свої дані, так і приймати інформацію про інших учасників трафіку.

UAT був першим лінком, сертифікованим для «радароподібних» сервісів керування повітряним рухом у США.

#### 1090 МГц Extended Squitter
У 2002 році Федеральна авіаційна адміністрація (FAA) ухвалила рішення використовувати 1090 ES для великих та швидкісних літаків.
Європа також обрала 1090 ES для сумісності в межах ЄС.
Суть 1090 ES:
- Використовує існуючі транспондери Mode S, модифіковані для відправлення періодичних «розширених сквітерів» — повідомлень, що містять позицію, швидкість, час і в майбутньому — наміри польоту.
- Більшість радарів ATC вже мають приймачі на 1090 МГц і можуть приймати такі повідомлення.
- На відміну від UAT, 1090 ES не підтримує отримання метеорологічних даних через FIS-B.

### Відношення до радарного спостереження
Радар безпосередньо вимірює відстань і азимут літака від наземної антени. Первинний оглядовий радар зазвичай є імпульсним радаром: він постійно випромінює високопотужні радіочастотні (РЧ) імпульси. Азимут визначається положенням обертальної антени під час прийому відбитого сигналу. Дальність визначається часом, який витрачається на проходження сигналу від радара до літака і назад.
Первинна радіолокація (PSR) не потребує жодної співпраці від літака. Це робить її надійним способом спостереження — відмови можливі тільки на рівні самого радара. Вторинна радіолокація (SSR) залежить від активних відповідей бортового транспондера літака. Тому його надійність включає також можливі відмови транспондера. Типові встановлення ADS-B використовують вихідні дані з навігаційної системи літака як для навігації, так і для спостереження. Тобто, ADS-B вводить спільний сценарій відмови — якщо навігаційна система літака зламається, не буде і даних для спостереження.
| Тип                                       | Незалежне спостереження?                       | Кооперативне спостереження?                         |
| ----------------------------------------- | ---------------------------------------------- | --------------------------------------------------- |
| Первинний радар (PSR)                     | Так: дані спостереження отримуються радаром    | Ні: не залежить від обладнання на борту літака      |
| Вторинний радар (SSR)                     | Ні: дані спостереження надає відповідач літака | Так: потребує наявності робочого відповідача ATCRBS |
| Автоматичне залежне спостереження (ADS-B) | Ні: дані спостереження надає літак             | Так: потребує наявності робочої функції ADS-B       |
| Джерело: DO-242A                          |                                                |                                                     |

Радар має ще одну особливість: чим далі літак, тим ширше радіолокаційний промінь, отже точність позиціонування зменшується. Для оцінки зміни швидкості літака потрібно кілька обертів антени, а це означає затримку у визначенні параметрів польоту. На противагу цьому, ADS-B:
- базується на періодичних автоматичних повідомленнях літака про свою позицію;
- точність цих даних не залежить від положення літака щодо приймача;
- оновлення інформації надходить кожну секунду;
- сигнали можуть бути ослаблені на великій відстані або через перешкоди, але за наявності правильно отриманого повідомлення точність залишається високою.

Сучасні системи управління повітряним рухом (ATC) не покладаються на єдиний радар.
Натомість створюється об'єднана картина простору на основі кількох джерел для підвищення надійності.

### Відношення до ADS-A/ADS-C
У сфері авіації загальновизнано два основні типи автоматичного залежного спостереження (ADS):
- ADS-адресне (ADS-A), також відоме як ADS-Contract (ADS-C)
- ADS-трансляційне (ADS-B)

ADS-A базується на персоналізованих договірних відносинах один-на-один між літаком та наземною станцією, якій потрібні повідомлення ADS. Наприклад, ADS-A використовується в рамках системи Future Air Navigation System (FANS), де дані передаються за допомогою Aircraft Communications Addressing and Reporting System (ACARS). Під час польоту над районами без радарного покриття — наприклад, над океанами чи полюсами — ADS-A забезпечує періодичну передачу інформації про стан літака до відповідного органу управління повітряним рухом.
ADS-B, на відміну від ADS-A, не передбачає встановлення контрактних відносин між передавачем і приймачем. Натомість літак автоматично і публічно транслює свої дані для будь-яких приймачів у зоні дії.

### Трансляційна служба інформації про повітряний рух (TIS–B)
Трансляційна служба інформації про повітряний рух (TIS–B) доповнює сервіси ADS-B «повітря-повітря», забезпечуючи повну обізнаність про навколишній повітряний рух у кабіні пілота.
TIS–B є важливою службою для систем ADS-B у повітряному просторі, де не всі повітряні судна передають дані через ADS-B. Наземна станція TIS–B транслює інформацію про цілі спостереження через канал передачі даних ADS-B для тих об'єктів:які не оснащені передавачами ADS-B, або які працюють на іншій частоті ADS-B, ніж приймач.
TIS–B отримує свої дані з найкращих наявних наземних джерел спостереження:
- систем багатопозиційного визначення (мультилатерації) для об'єктів на поверхні аеропорту;[23]
- систем ADS-B для цілей, оснащених іншим типом ADS-B-передавача.[10]

### Сервіс багатоцільових шлюзів (Multilink Gateway Service)
Сервіс багатоцільових шлюзів є доповненням до TIS–B і забезпечує сумісність між різними типами ADS-B-обладнання (1090ES і UAT), використовуючи наземні ретрансляційні станції. Оскільки повітряні судна на різних частотах ADS-B не можуть напряму обмінюватися даними повітря-повітря, сервіс багатоцільових шлюзів забезпечує передачу даних через наземну станцію.
В термінальних районах, де обидва типи ADS-B-зв'язку використовуються одночасно, наземні станції ADS-B/TIS-B ретранслюють повідомлення ADS-B, прийняті на одній частоті, на іншу частоту.
Проблеми подвійної частотності системи:
- Вразливість через наземну станцію: для обміну даними між літаками на різних частотах потрібна наземна станція, яка сама по собі може бути точкою відмови.
- Затримка передачі: сигнал проходить від літака до станції, потім до іншого літака, що збільшує час затримки порівняно з прямою передачею повітря-повітря.
- Покриття: радари і наземні станції можуть бути недоступні на низьких висотах або в гірських районах, що ускладнює обслуговування під час злету, посадки та руління.

Через ці проблеми багато виробників ADS-B обладнання проектують системи з підтримкою обох частот (1090ES та UAT) одночасно.

### Трансляційна служба інформації про польоти (Flight Information Services— Broadcast, FIS–B)
FIS–B забезпечує передачу текстових погодних повідомлень, графічної погоди, NOTAM-ів, ATIS і подібної інформації.
FIS–B принципово відрізняється від ADS-B тим, що вимагає зовнішніх джерел даних та має окремі вимоги до періодичності трансляцій.
У Сполучених Штатах послуги FIS–B надаються через канал UAT у районах, де є відповідна наземна інфраструктура ADS-B.
Іншою потенційною можливістю є передача з літака метеорологічних даних, виміряних на борту, для широкого використання.

## Впровадження за країнами

### Австралія
Австралія має повне континентальне покриття ADS-B на висотах понад FL300 (30 000 футів).
ADS-B обладнання є обов'язковим для всіх повітряних суден, що літають на цих висотах. Щоб досягти такого рівня покриття, Airservices Australia експлуатує понад 70 наземних приймальних станцій ADS-B. В Австралії регулятор авіаційної безпеки, Управління цивільної авіаційної безпеки (CASA), запровадив поетапну вимогу: до 2 лютого 2017 року все авіасудна, що виконують польоти за правилами польотів за приладами (IFR), мали бути обладнані ADS-B Out.

### Канада
Канада почала використовувати ADS-B у 2009 році й тепер застосовує його для контролю північних районів навколо Гудзонова затока, де немає покриття традиційними радарами. Пізніше сервіс було розширено на частину океанічних зон біля східного узбережжя Канади, включаючи Лабрадорське море, Дейвісова протока, море Баффіна і частину північноатлантичних маршрутів поблизу південного Гренландії.
Очікується подальше розширення покриття на весь канадський Арктичний регіон і решту території Канади.
У 2018 році Nav Canada опублікувала аеронавігаційне дослідження, запропонувавши обов'язкове впровадження ADS-B Out для всіх повітряних суден у повітряному просторі класу A з 2021 року і класу B з 2022 року. Після консультацій з учасниками авіаційної галузі Nav Canada оголосила, що обов'язковість буде введена пізніше:
- 10 серпня 2023 року для повітряного простору класу A,
- 16 травня 2024 року для простору класу B,
- для класів C, D та E не раніше 2026 року.[32]

У травні 2021 року неприбуткова організація Canadian In-Flight Information Broadcasting Association оголосила про плани створення мережі трансляції даних FIS-B (погода) та TIS-B (трафік) на частоті 978 МГц. Станом на весну 2022 року працювало п'ять наземних станцій в Онтаріо, з подальшими планами розгортання в Альберті та Саскачевані.
Мережа у Канаді сумісна з мережею США.

### Китай
Для КНР американська компанія ADS-B Technologies створила одну з найбільших і найуспішніших систем ADS-B у світі — мережу з восьми станцій, що охоплює понад 1200 морських миль Центрального Китаю та обслуговує понад 350 літаків. Це також була перша інсталяція ADS-B UAT за межами США. Станом на березень 2009 року із цією системою було виконано понад 1,2 мільйона годин польотів без інцидентів чи збоїв.[джерело?]
У 2024 році Міністерство державної безпеки КНР заявило, що ADS-B-приймачі, встановлені іноземними організаціями, становлять загрозу національній безпеці. Було посилено боротьбу проти ентузіастів, які встановлювали такі приймачі у Китаї.

### Індія
Адміністрація аеропортів Індії (AAI), яка управляє повітряним простором країни, у 2012 році доручила німецькій компанії Comsoft встановити ADS-B станції на 14 аеропортах по всій країні. Другий етап розгортання завершився у 2014 році, після чого мережу інтегрували в індійську систему управління повітряним рухом. Відповідно до плану модернізації Міжнародної організації цивільної авіації (ICAO), ADS-B у Індії забезпечує:
- резервне спостереження там, де вже є радарне покриття,
- покриття у важкодоступних місцях,
- обмін ADS-B даними з сусідніми країнами.[35][36]

### Швеція
Державна компанія LFV Group впровадила загальнонаціональну мережу ADS-B із 12 наземних станцій. Монтаж розпочався навесні 2006 року, а до 2007 року мережа була технічно повністю введена в експлуатацію. Планувалося також впровадження ADS-B для експлуатації в місті Кіруна, Швеція, навесні 2009 року. Мережа базується на стандарті VDL Mode 4 і підтримує ADS-B, TIS-B, FIS-B, GNS-B та точкові комунікації, що дозволяє літакам із відповідним обладнанням зменшувати витрати палива й скорочувати час польоту.

### Об'єднані Арабські Емірати
В ОАЕ у 2009 році ввели в експлуатацію три резервовані наземні станції ADS-B. Система забезпечує покращене покриття верхніх шарів повітряного простору в комбінації з традиційним радарним спостереженням.

### США
Федеральна авіаційне управління США (FAA) розгорнула національну мережу ADS-B в межах програми модернізації NextGen.
З 1 січня 2020 року у США обладнання ADS-B Out є обов'язковим для всіх літаків, що виконують польоти в повітряному просторі класів A, B, C та на висотах понад 10 000 футів над рівнем моря.
| Клас повітряного простору | Висота |
| ------------------------- | --- |
| A                         | Усі повітряні судна мають бути обладнані                                                                   |
| B                         | Усі повітряні судна мають бути обладнані                                                                   |
| C                         | Усі повітряні судна мають бути обладнані                                                                   |
| E                         | Якщо знаходяться вище як 10 000 футів над рівнем моря (MSL) і вище 2 500 футів над рівнем місцевості (AGL) |

Оператори мають вибір між двома стандартами зв'язку:
- 1090ES (Extended Squitter) для авіалайнерів та швидкісних літаків,
- 978 MHz UAT для літаків загальної авіації.

### Україна
В Україні впровадження та використання системи ADS-B регламентується Авіаційними правилами України.

## Спутникове ADS-B
Важливим кроком у розвитку технології ADS-B стало приймання сигналу ADS-B за допомогою штучних супутників.
Вперше таку можливість було випробувано у 2013 році на супутнику ESA Proba-V. Нині цю технологію активно розвивають компанії, такі як Spire Global (використовуючи малогабаритні супутники) та Aireon (з використанням мережі супутників Iridium).
Переваги супутникового ADS-B:
- Контроль повітряного руху над океанами та віддаленими районами, де раніше спостереження було неможливим через відсутність радарів.
- Підвищення безпеки: у випадку втрати літака, як у випадку з рейсом Malaysia Airlines Flight 370, супутникові дані допомагають у пошуку.
- Оптимізація повітряних маршрутів: завдяки точним даним можна скорочувати відстані між повітряними суднами.
- Супутникове ADS-B в основному працює на частоті 1090 МГц, яка є стандартною для великих комерційних літаків і бізнес-авіації.

У 2020 році нова система дозволила в північній частині Атлантики скоротити поперечні інтервали між літаками з 40 до 14 морських миль та латеральні з 23 до 19 морських миль.
Aireon спільно з FlightAware пропонує рішення для глобального моніторингу флотів авіакомпаній, що допомагає відповідати вимогам ICAO щодо системи глобального контролю за авіаперельотами (GADSS).